# Šume, Danilovgrad
Šume este un sat din comuna Danilovgrad, Muntenegru. Conform datelor de la recensământul din 2003, localitatea are 37 de locuitori (la recensământul din 1991 erau 40 de locuitori).

## Demografie
În satul Šume locuiesc 31 de persoane adulte, iar vârsta medie a populației este de 47,0 de ani (45,3 la bărbați și 48,4 la femei). În localitate sunt 12 gospodării, iar numărul mediu de membri în gospodărie este de 3,08.
|  |

| Demografie | Demografie | Demografie |
| An         | Locuitori  | Locuitori  |
| ---------- | ---------- | ---------- |
|            |            |            |
|            |            |            |
|            |            |            |
|            |            |            |
| 1948       | 141        |            |
| 1953       | 191        |            |
| 1961       | 161        |            |
| 1971       | 155        |            |
| 1981       | 217        |            |
| 1991       | 40         | 40         |
| 2003       | 37         | 37         |

| \| Componența etnică conform recensământului din 2003[2] \| Componența etnică conform recensământului din 2003[2] \| Componența etnică conform recensământului din 2003[2] \| Componența etnică conform recensământului din 2003[2] \| Componența etnică conform recensământului din 2003[2] \| \| ----------------------------------------------------- \| ----------------------------------------------------- \| ----------------------------------------------------- \| ----------------------------------------------------- \| ----------------------------------------------------- \| \| \| \| \| \| \| \| Muntenegreni \| Muntenegreni \| \| 26 \| 70,27% \| \| Sârbi \| Sârbi \| \| 9 \| 24,32% \| \| Sloveni \| Sloveni \| \| 1 \| 2,7% \| \| necunoscută \| necunoscută \| \| 0 \| 0% \| |              |  |    |        |
| Componența etnică conform recensământului din 2003 |              |  |    |        |
| |              |  |    |        |
| Muntenegreni | Muntenegreni |  | 26 | 70,27% |
| Sârbi | Sârbi        |  | 9  | 24,32% |
| Sloveni | Sloveni      |  | 1  | 2,7%   |
| necunoscută | necunoscută  |  | 0  | 0%     |